# Dera Murad Jamali
Dera Murad Jamali  (en urdu: ڈیرہ مراد جمالی‎) es una localidad de Pakistán, en la provincia de Baluchistán.

## Demografía
Según estimación 2010 contaba con 38405 habitantes.